# Lega Pallavolo Serie A femminile
La Lega Pallavolo Serie A femminile è un consorzio che raccoglie le squadre partecipanti ai campionati di pallavolo femminile italiani di Serie A1 e A2, allo scopo di organizzarne l'attività agonistica.

## Nascita e scopi dell'associazione
La Lega Pallavolo Serie A Femminile si costituì il 6 giugno 1987 al Palasport di Modena. Da allora, il consorzio si propone di perseguire:
- la cura degli interessi comuni agli associati;
- il consolidamento dell'immagine della pallavolo femminile di vertice in Italia nei rapporti con gli organi di informazione, con il mondo delle imprese industriali, commerciali ed enti in genere nonché con le componenti qualificate dell'intero movimento pallavolistico nazionale ed internazionale;
- la realizzazione e la gestione di accordi e servizi nell'interesse delle società consorziate ed in particolare quelli relativi all'organizzazione comune dell'attività sportiva istituzionale delle società associate;
- l'organizzazione di eventi cui partecipino le squadre di Serie A femminile e le rispettive atlete;
- la rappresentanza dei consorziati nella negoziazione e gestione dei diritti collettivi di immagine a carattere sia radiotelevisivo che promopubblicitario.

## Manifestazioni
La Lega Pallavolo Serie A femminile organizza i seguenti eventi sportivi:
- Serie A1
- Serie A2
- Coppa Italia
- Coppa Italia di Serie A2
- Supercoppa italiana
- Lega Volley Summer Tour

## Organigramma
L'organigramma è stato così definito nell'assemblea ordinaria elettiva del 9 settembre 2024:
- Presidente: Mauro Fabris
- Consiglieri Seria A1: Giuseppe Pirola, Aldo Fumagalli e Filippo Vergnano
- Consiglieri Serie A2: Gianni Sarti e Fabrizio Costantino

## Presidenti
- 1987-1993: Carlo Fracanzani[4]
- 1993-1995: Mario Abis[4]
- 1995: Michele Uva (pro-tempore)[4]
- 1995-1997: Pierangelo Mezzanzanica[4]
- 1997-2000: Gianfranco Briani[4]
- 2000: Roberto Beltrami[4]
- 2000-2003: Francesco Franchi[5]
- 2003-2005: Francesco Franchi[6]
- 2005-2006: Comitato di gestione, presieduto da Massimo De Stefano[7]
- 2006: Massimo De Stefano[8]
- 2006-2008: Mauro Fabris[9]
- 2008-2010: Mauro Fabris[10]
- 2010-2012: Mauro Fabris[11]
- 2012-2013: Mauro Fabris[12]
- 2013-2015: Mauro Fabris[13]
- 2015-2017: Mauro Fabris[14]
- 2017-2020: Mauro Fabris[15]
- 2020-2023: Mauro Fabris[16]
- 2023-: Mauro Fabris[2]